# Nedre Boksjön
Nedre Boksjön är en sjö i Storumans kommun i Lappland och ingår i Umeälvens huvudavrinningsområde. Sjön är 77 meter djup, har en yta på 15,3 kvadratkilometer och befinner sig 467 meter över havet. Sjön avvattnas av vattendraget Kirjesån.

## Delavrinningsområde
Nedre Boksjön ingår i det delavrinningsområde (727272-151350) som SMHI kallar för Utloppet av Nedre Boksjön. Medelhöjden är 558 meter över havet och ytan är 64,49 kvadratkilometer. Räknas de 27 avrinningsområdena uppströms in blir den ackumulerade arean 336,41 kvadratkilometer. Kirjesån som avvattnar avrinningsområdet har biflödesordning 2, vilket innebär att vattnet flödar genom totalt 2 vattendrag innan det når havet efter 328 kilometer. Avrinningsområdet består mestadels av skog (70 procent). Avrinningsområdet har 15,31 kvadratkilometer vattenytor vilket ger det en sjöprocent på 23,7 procent.